# Hyŏnik
Hyŏnik (현욱/玄昱, także Hyŏnuk) (ur. 787, zm. 15 listopada 869) – koreański mistrz sŏn.

## Życiorys
Został mnichem w 808 r. W latach 824–837 przebywał w Chinach, gdzie studiował chan. Jego mistrzem był Zhangjing Huaihui.
Po powrocie do kraju przebywał przez jakiś czas w klasztorze Silsang na górze Chiri. Prawdopodobnie nawet prowadził ten jedyny wówczas klasztor sŏn w Silli po śmierci mistrza sŏn Hongch'ŏka, gdy król Silli poprosił go o to. Tę tezę uprawomocnia fakt, że czterech królów Silli: Minae (pan. 838–839), Sinmu (pan. 838), Munsong (pan. 839–857) i Honan (pan. 857–861) zostało jego uczniami i był on ciągle zapraszany na dwór królewski.
Pewnego dnia ktoś go zapytał: Co to jest sŏn a co to jest dao?. Hyŏnik odparł To, co ma nazwę nie jest wielkim Dao. To, co jest dobre lub złe nie jest sŏnem. Jeśli chcesz to zrozumieć, jest to tak jakbyś chciał zatrzymać dziecko pragnące żółtego papieru.
Po jakimś czasie przeniósł się na żądanie króla Kyŏngmuna z klasztoru Silsang do klasztoru Kodal na górze Hyemok (obecnie Yŏju w prowincji Kyŏnggi). 
Zgodnie ze swoją wcześniejszą zapowiedzią zmarł 15 listopada 869 r.
Jego uczeń Chingyŏng Simhŭi założył w 897 r. szkołę sŏn na górze Pongnim, jedną z dziewięciu górskich szkół sŏn.

## Linia przekazu Dharmy zen
Pierwsza liczba oznacza liczbę pokoleń mistrzów od 1 Patriarchy indyjskiego Mahakaśjapy.
Druga liczba oznacza liczbę pokoleń od 28/1 Bodhidharmy, 28 Patriarchy Indii i 1 Patriarchy Chin.
Trzecia liczba oznacza początek nowej linii przekazu w danym kraju.
- 35/8. Mazu Daoyi (707–788) Chiny; szkoła hongzhou
  - 36/9. Zhangjing Huaihui (Huaidao) (756–816)
    - 37/10/1. Hyŏnik (787–868) (znany także jako Hyŏnuk) Korea.
      - 38/11/2. Chingyŏng Simhŭi (855–923) szkoła pongnim san
        - 39/12/3. Ch’anyu Togwang (869–958) uczeń Touzi Datonga